# هاویلند (کانزاس)
هاویلند (به انگلیسی: Haviland) شهری در ایالت کانزاس کشور ایالات متحده آمریکا است که جمعیت آن در سرشماری سال ۲۰۱۰ میلادی، ۷۰۱ نفر بوده‌است.